# Liste der Nummer-eins-Hits in Schweden (2010)
Dies ist eine Liste der Nummer-eins-Hits in Schweden im Jahr 2010. Sie basiert auf den offiziellen Single und Album Top 60, die im Auftrag der Grammofon Leverantörernas Förening (GLF), dem schwedischen Vertreter der International Federation of the Phonographic Industry, erstellt werden. Es gab in diesem Jahr 22 Nummer-eins-Singles und 26 Nummer-eins-Alben.

## Singles
| ← 2009 ← | Liste der Nummer-eins-Hits in Schweden | Liste der Nummer-eins-Hits in Schweden | Liste der Nummer-eins-Hits in Schweden | 2011 →                    |
| \| Zeitraum \| Wo. ges. \| Interpret \| Titel Autor(en) \| Zusätzliche Informationen \| \| (Zeitraum, Wochen auf Platz eins, Interpret, Titel, Autor[en], zusätzliche Informationen) \| \| \| \| \| \| ----------------------------------------------------------------------------------------- \| -------- \| --------------------------- \| ----------------------------------- \| ------------------------- \| \| 18. Dezember 2009 – 21. Januar 2010 5 Wochen (insgesamt 6) \| 6 \| Erik Grönwall \| Higher \| – \| \| 22. Januar 2010 – 28. Januar 2010 1 Woche (insgesamt 6) \| 6 \| Lady Gaga \| Bad Romance \| – \| \| 29. Januar 2010 – 4. Februar 2010 1 Woche (insgesamt 6) \| 6 \| Erik Grönwall \| Higher \| – \| \| 5. Februar 2010 – 11. Februar 2010 1 Woche (insgesamt 6) \| 6 \| Lady Gaga \| Bad Romance \| – \| \| 12. Februar 2010 – 18. Februar 2010 1 Woche \| 1 \| Owl City \| Fireflies \| – \| \| 19. Februar 2010 – 25. Februar 2010 1 Woche \| 1 \| Donkeyboy \| Ambitions \| – \| \| 26. Februar 2010 – 4. März 2010 1 Woche \| 1 \| Play \| Famous \| – \| \| 5. März 2010 – 1. April 2010 4 Wochen \| 4 \| Anna Bergendahl \| This Is My Life \| – \| \| 2. April 2010 – 8. April 2010 1 Woche \| 1 \| Ola \| Unstoppable (The Return of Natalie) \| – \| \| 9. April 2010 – 15. April 2010 1 Woche (insgesamt 3) \| 3 \| Eric Saade \| Manboy \| – \| \| 16. April 2010 – 29. April 2010 2 Wochen (insgesamt 4) \| 4 \| Edward Maya & Vika Jigulina \| Stereo Love \| – \| \| 30. April 2010 – 6. Mai 2010 1 Woche (insgesamt 3) \| 3 \| Eric Saade \| Manboy \| – \| \| 7. Mai 2010 – 13. Mai 2010 1 Woche \| 1 \| Rebound! \| Hurricane \| – \| \| 14. Mai 2010 – 27. Mai 2010 2 Wochen (insgesamt 4) \| 4 \| Edward Maya & Vika Jigulina \| Stereo Love \| – \| \| 28. Mai 2010 – 3. Juni 2010 1 Woche (insgesamt 3) \| 3 \| Eric Saade \| Manboy \| – \| \| 4. Juni 2010 – 24. Juni 2010 3 Wochen \| 3 \| Lena \| Satellite \| – \| \| 25. Juni 2010 – 1. Juli 2010 1 Woche \| 1 \| Kent \| Gamla ullevi \| – \| \| 2. Juli 2010 – 8. Juli 2010 1 Woche \| 1 \| Agnes & Björn \| When You Tell The World You’re Mine \| – \| \| 9. Juli 2010 – 22. Juli 2010 2 Wochen \| 2 \| Yolanda Be Cool vs DCUP \| We No Speak Americano! \| – \| \| 23. Juli 2010 – 29. Juli 2010 1 Woche \| 1 \| Ola \| Overdrive \| – \| \| 30. Juli 2010 – 12. August 2010 2 Wochen \| 2 \| Robyn \| Dancing on My Own \| – \| \| 13. August 2010 – 19. August 2010 1 Woche (insgesamt 3) \| 3 \| Shakira feat. Freshlyground \| Waka Waka (This Time for Africa) \| – \| \| 20. August 2010 – 16. September 2010 4 Wochen (insgesamt 5) \| 5 \| Eminem feat. Rihanna \| Love the Way You Lie \| – \| \| 17. September 2010 – 23. September 2010 1 Woche (insgesamt 3) \| 3 \| Shakira feat. Freshlyground \| Waka Waka (This Time for Africa) \| – \| \| 24. September 2010 – 30. September 2010 1 Woche (insgesamt 5) \| 5 \| Eminem feat. Rihanna \| Love the Way You Lie \| – \| \| 1. Oktober 2010 – 14. Oktober 2010 2 Wochen \| 2 \| Hans Edler \| Black Fender \| – \| \| 15. Oktober 2010 – 21. Oktober 2010 1 Woche (insgesamt 3) \| 3 \| Shakira feat. Freshlyground \| Waka Waka (This Time for Africa) \| – \| \| 22. Oktober 2010 – 28. Oktober 2010 1 Woche \| 1 \| Oskar Linnros \| Från och med du \| – \| \| 29. Oktober 2010 – 25. November 2010 4 Wochen \| 4 \| Daniel Adams-Ray \| Gubben i lådan \| – \| \| 26. November 2010 – 10. Februar 2011 11 Wochen \| 11 \| September \| Mikrofonkåt \| – \| |                                        |                                        |                                        |                           |
| ← 2009 |                                        |                                        |                                        | → 2011 →                  |
| Zeitraum | Wo. ges.                               | Interpret                              | Titel Autor(en)                        | Zusätzliche Informationen |
| (Zeitraum, Wochen auf Platz eins, Interpret, Titel, Autor[en], zusätzliche Informationen) |                                        |                                        |                                        |                           |
| 18. Dezember 2009 – 21. Januar 2010 5 Wochen (insgesamt 6) | 6                                      | Erik Grönwall                          | Higher                                 | –                         |
| 22. Januar 2010 – 28. Januar 2010 1 Woche (insgesamt 6) | 6                                      | Lady Gaga                              | Bad Romance                            | –                         |
| 29. Januar 2010 – 4. Februar 2010 1 Woche (insgesamt 6) | 6                                      | Erik Grönwall                          | Higher                                 | –                         |
| 5. Februar 2010 – 11. Februar 2010 1 Woche (insgesamt 6) | 6                                      | Lady Gaga                              | Bad Romance                            | –                         |
| 12. Februar 2010 – 18. Februar 2010 1 Woche | 1                                      | Owl City                               | Fireflies                              | –                         |
| 19. Februar 2010 – 25. Februar 2010 1 Woche | 1                                      | Donkeyboy                              | Ambitions                              | –                         |
| 26. Februar 2010 – 4. März 2010 1 Woche | 1                                      | Play                                   | Famous                                 | –                         |
| 5. März 2010 – 1. April 2010 4 Wochen | 4                                      | Anna Bergendahl                        | This Is My Life                        | –                         |
| 2. April 2010 – 8. April 2010 1 Woche | 1                                      | Ola                                    | Unstoppable (The Return of Natalie)    | –                         |
| 9. April 2010 – 15. April 2010 1 Woche (insgesamt 3) | 3                                      | Eric Saade                             | Manboy                                 | –                         |
| 16. April 2010 – 29. April 2010 2 Wochen (insgesamt 4) | 4                                      | Edward Maya & Vika Jigulina            | Stereo Love                            | –                         |
| 30. April 2010 – 6. Mai 2010 1 Woche (insgesamt 3) | 3                                      | Eric Saade                             | Manboy                                 | –                         |
| 7. Mai 2010 – 13. Mai 2010 1 Woche | 1                                      | Rebound!                               | Hurricane                              | –                         |
| 14. Mai 2010 – 27. Mai 2010 2 Wochen (insgesamt 4) | 4                                      | Edward Maya & Vika Jigulina            | Stereo Love                            | –                         |
| 28. Mai 2010 – 3. Juni 2010 1 Woche (insgesamt 3) | 3                                      | Eric Saade                             | Manboy                                 | –                         |
| 4. Juni 2010 – 24. Juni 2010 3 Wochen | 3                                      | Lena                                   | Satellite                              | –                         |
| 25. Juni 2010 – 1. Juli 2010 1 Woche | 1                                      | Kent                                   | Gamla ullevi                           | –                         |
| 2. Juli 2010 – 8. Juli 2010 1 Woche | 1                                      | Agnes & Björn                          | When You Tell The World You’re Mine    | –                         |
| 9. Juli 2010 – 22. Juli 2010 2 Wochen | 2                                      | Yolanda Be Cool vs DCUP                | We No Speak Americano!                 | –                         |
| 23. Juli 2010 – 29. Juli 2010 1 Woche | 1                                      | Ola                                    | Overdrive                              | –                         |
| 30. Juli 2010 – 12. August 2010 2 Wochen | 2                                      | Robyn                                  | Dancing on My Own                      | –                         |
| 13. August 2010 – 19. August 2010 1 Woche (insgesamt 3) | 3                                      | Shakira feat. Freshlyground            | Waka Waka (This Time for Africa)       | –                         |
| 20. August 2010 – 16. September 2010 4 Wochen (insgesamt 5) | 5                                      | Eminem feat. Rihanna                   | Love the Way You Lie                   | –                         |
| 17. September 2010 – 23. September 2010 1 Woche (insgesamt 3) | 3                                      | Shakira feat. Freshlyground            | Waka Waka (This Time for Africa)       | –                         |
| 24. September 2010 – 30. September 2010 1 Woche (insgesamt 5) | 5                                      | Eminem feat. Rihanna                   | Love the Way You Lie                   | –                         |
| 1. Oktober 2010 – 14. Oktober 2010 2 Wochen | 2                                      | Hans Edler                             | Black Fender                           | –                         |
| 15. Oktober 2010 – 21. Oktober 2010 1 Woche (insgesamt 3) | 3                                      | Shakira feat. Freshlyground            | Waka Waka (This Time for Africa)       | –                         |
| 22. Oktober 2010 – 28. Oktober 2010 1 Woche | 1                                      | Oskar Linnros                          | Från och med du                        | –                         |
| 29. Oktober 2010 – 25. November 2010 4 Wochen | 4                                      | Daniel Adams-Ray                       | Gubben i lådan                         | –                         |
| 26. November 2010 – 10. Februar 2011 11 Wochen | 11                                     | September                              | Mikrofonkåt                            | –                         |

## Alben
| ← 2009 ← | Liste der Nummer-eins-Hits in Schweden | Liste der Nummer-eins-Hits in Schweden | Liste der Nummer-eins-Hits in Schweden | 2011 →                    |
| \| Zeitraum \| Wo. ges. \| Interpret \| Titel \| Zusätzliche Informationen \| \| (Zeitraum, Wochen auf Platz eins, Interpret, Titel, zusätzliche Informationen) \| \| \| \| \| \| ------------------------------------------------------------------------------ \| -------- \| ------------------- \| -------------------------- \| ------------------------- \| \| 25. Dezember 2009 – 21. Januar 2010 4 Wochen \| 4 \| Erik Grönwall \| Erik Grönwall \| – \| \| 22. Januar 2010 – 11. Februar 2010 3 Wochen \| 3 \| The Baseballs \| Strike! \| – \| \| 12. Februar 2010 – 18. Februar 2010 1 Woche (insgesamt 4) \| 4 \| The Playtones \| Rock ’n’ Roll Dance Party \| – \| \| 19. Februar 2010 – 25. Februar 2010 1 Woche \| 1 \| Sade \| Soldier of Love \| – \| \| 26. Februar 2010 – 18. März 2010 3 Wochen (insgesamt 4) \| 4 \| The Playtones \| Rock ’n’ Roll Dance Party \| – \| \| 19. März 2010 – 1. April 2010 2 Wochen \| 2 \| Salem Al Fakir \| Ignore This \| – \| \| 2. April 2010 – 15. April 2010 2 Wochen \| 2 \| Rolandz \| Jajamen \| – \| \| 16. April 2010 – 22. April 2010 1 Woche \| 1 \| Slash \| Slash \| – \| \| 23. April 2010 – 29. April 2010 1 Woche \| 1 \| Anna Bergendahl \| Yours Sincerely \| – \| \| 30. April 2010 – 6. Mai 2010 1 Woche (insgesamt 3) \| 3 \| AC/DC \| Iron Man 2 (Soundtrack) \| – \| \| 7. Mai 2010 – 13. Mai 2010 1 Woche \| 1 \| Timoteij \| Längtan \| – \| \| 14. Mai 2010 – 27. Mai 2010 2 Wochen (insgesamt 3) \| 3 \| AC/DC \| Iron Man 2 (Soundtrack) \| – \| \| 28. Mai 2010 – 3. Juni 2010 1 Woche \| 1 \| The Rolling Stones \| Exile on Main St. \| – \| \| 4. Juni 2010 – 24. Juni 2010 3 Wochen \| 3 \| Lasse Stefanz \| Texas \| – \| \| 25. Juni 2010 – 1. Juli 2010 1 Woche \| 1 \| Robyn \| Body Talk Pt. 1 \| – \| \| 2. Juli 2010 – 5. August 2010 5 Wochen (insgesamt 6) \| 6 \| Kent \| En plats i solen \| – \| \| 6. August 2010 – 12. August 2010 1 Woche \| 1 \| Shakin’ Stevens \| The Collection \| – \| \| 13. August 2010 – 19. August 2010 1 Woche (insgesamt 6) \| 6 \| Kent \| En plats i solen \| – \| \| 20. August 2010 – 2. September 2010 2 Wochen (insgesamt 3) \| 3 \| Iron Maiden \| The Final Frontier \| – \| \| 3. September 2010 – 9. September 2010 1 Woche \| 1 \| Darin \| Lovekiller \| – \| \| 10. September 2010 – 16. September 2010 1 Woche (insgesamt 3) \| 3 \| Iron Maiden \| The Final Frontier \| – \| \| 17. September 2010 – 23. September 2010 1 Woche \| 1 \| Robyn \| Body Talk Pt. 2 \| – \| \| 24. September 2010 – 7. Oktober 2010 2 Wochen \| 2 \| Volbeat \| Beyond Hell / Above Heaven \| – \| \| 8. Oktober 2010 – 21. Oktober 2010 2 Wochen \| 2 \| Larz-Kristerz \| Små ord av guld \| – \| \| 22. Oktober 2010 – 4. November 2010 2 Wochen \| 2 \| Håkan Hellström \| 2 steg från paradise \| – \| \| 5. November 2010 – 11. November 2010 1 Woche \| 1 \| Bo Kaspers Orkester \| New Orleans \| – \| \| 12. November 2010 – 18. November 2010 1 Woche \| 1 \| Bon Jovi \| Greatest Hits \| – \| \| 19. November 2010 – 16. Dezember 2010 4 Wochen \| 4 \| Bruce Springsteen \| The Promise \| – \| \| 17. Dezember 2010 – 23. Dezember 2010 1 Woche \| 1 \| Michael Jackson \| Michael \| – \| \| 24. Dezember 2010 – 3. Februar 2011 6 Wochen \| 6 \| Jay Smith \| Jay Smith \| – \| |                                        |                                        |                                        |                           |
| ← 2009 |                                        |                                        |                                        | → 2011 →                  |
| Zeitraum | Wo. ges.                               | Interpret                              | Titel                                  | Zusätzliche Informationen |
| (Zeitraum, Wochen auf Platz eins, Interpret, Titel, zusätzliche Informationen) |                                        |                                        |                                        |                           |
| 25. Dezember 2009 – 21. Januar 2010 4 Wochen | 4                                      | Erik Grönwall                          | Erik Grönwall                          | –                         |
| 22. Januar 2010 – 11. Februar 2010 3 Wochen | 3                                      | The Baseballs                          | Strike!                                | –                         |
| 12. Februar 2010 – 18. Februar 2010 1 Woche (insgesamt 4) | 4                                      | The Playtones                          | Rock ’n’ Roll Dance Party              | –                         |
| 19. Februar 2010 – 25. Februar 2010 1 Woche | 1                                      | Sade                                   | Soldier of Love                        | –                         |
| 26. Februar 2010 – 18. März 2010 3 Wochen (insgesamt 4) | 4                                      | The Playtones                          | Rock ’n’ Roll Dance Party              | –                         |
| 19. März 2010 – 1. April 2010 2 Wochen | 2                                      | Salem Al Fakir                         | Ignore This                            | –                         |
| 2. April 2010 – 15. April 2010 2 Wochen | 2                                      | Rolandz                                | Jajamen                                | –                         |
| 16. April 2010 – 22. April 2010 1 Woche | 1                                      | Slash                                  | Slash                                  | –                         |
| 23. April 2010 – 29. April 2010 1 Woche | 1                                      | Anna Bergendahl                        | Yours Sincerely                        | –                         |
| 30. April 2010 – 6. Mai 2010 1 Woche (insgesamt 3) | 3                                      | AC/DC                                  | Iron Man 2 (Soundtrack)                | –                         |
| 7. Mai 2010 – 13. Mai 2010 1 Woche | 1                                      | Timoteij                               | Längtan                                | –                         |
| 14. Mai 2010 – 27. Mai 2010 2 Wochen (insgesamt 3) | 3                                      | AC/DC                                  | Iron Man 2 (Soundtrack)                | –                         |
| 28. Mai 2010 – 3. Juni 2010 1 Woche | 1                                      | The Rolling Stones                     | Exile on Main St.                      | –                         |
| 4. Juni 2010 – 24. Juni 2010 3 Wochen | 3                                      | Lasse Stefanz                          | Texas                                  | –                         |
| 25. Juni 2010 – 1. Juli 2010 1 Woche | 1                                      | Robyn                                  | Body Talk Pt. 1                        | –                         |
| 2. Juli 2010 – 5. August 2010 5 Wochen (insgesamt 6) | 6                                      | Kent                                   | En plats i solen                       | –                         |
| 6. August 2010 – 12. August 2010 1 Woche | 1                                      | Shakin’ Stevens                        | The Collection                         | –                         |
| 13. August 2010 – 19. August 2010 1 Woche (insgesamt 6) | 6                                      | Kent                                   | En plats i solen                       | –                         |
| 20. August 2010 – 2. September 2010 2 Wochen (insgesamt 3) | 3                                      | Iron Maiden                            | The Final Frontier                     | –                         |
| 3. September 2010 – 9. September 2010 1 Woche | 1                                      | Darin                                  | Lovekiller                             | –                         |
| 10. September 2010 – 16. September 2010 1 Woche (insgesamt 3) | 3                                      | Iron Maiden                            | The Final Frontier                     | –                         |
| 17. September 2010 – 23. September 2010 1 Woche | 1                                      | Robyn                                  | Body Talk Pt. 2                        | –                         |
| 24. September 2010 – 7. Oktober 2010 2 Wochen | 2                                      | Volbeat                                | Beyond Hell / Above Heaven             | –                         |
| 8. Oktober 2010 – 21. Oktober 2010 2 Wochen | 2                                      | Larz-Kristerz                          | Små ord av guld                        | –                         |
| 22. Oktober 2010 – 4. November 2010 2 Wochen | 2                                      | Håkan Hellström                        | 2 steg från paradise                   | –                         |
| 5. November 2010 – 11. November 2010 1 Woche | 1                                      | Bo Kaspers Orkester                    | New Orleans                            | –                         |
| 12. November 2010 – 18. November 2010 1 Woche | 1                                      | Bon Jovi                               | Greatest Hits                          | –                         |
| 19. November 2010 – 16. Dezember 2010 4 Wochen | 4                                      | Bruce Springsteen                      | The Promise                            | –                         |
| 17. Dezember 2010 – 23. Dezember 2010 1 Woche | 1                                      | Michael Jackson                        | Michael                                | –                         |
| 24. Dezember 2010 – 3. Februar 2011 6 Wochen | 6                                      | Jay Smith                              | Jay Smith                              | –                         |